# Martin Johansson (ski de fond)
Pour les articles homonymes, voir Martin Johansson.
Martin Johansson est un fondeur et coureur d'orientation suédois, né le 26 septembre 1984.

## Biographie

### Carrière en course d'orientation
Aux Championnats du monde, il récolte deux médailles de bronze dans l'épreuve du sprint en 2007 et 2008.

### Carrière en ski de fond
Martin Johansson commence sa carrière en 2003 et participe à la Coupe du monde depuis 2010 avec une 14e place sur le 15 km classique d'Otepää. Il obtient plusieurs résultats dans les points de nouveau à partir de 2014, avec comme meilleure performance une cinquième place au 10 km libre de Ruka en novembre 2015.
Il compte aussi une participation aux Championnats du monde, en 2015 où il est 35e sur le skiathlon.